# Athyrium multifidum
Athyrium multifidum är en majbräkenväxtart som beskrevs av Eduard Rosenstock.
Athyrium multifidum ingår i släktet Athyrium och familjen Athyriaceae. Inga underarter finns listade i catalogue of Life.